# Unión Nacional de Trabajadores
La Unión Nacional de Trabajadores és un sindicat espanyol en l'òrbita de Falange Española de las JONS basat en el nacionalsindicalisme Fundada al gener de 1978, i dirigida fins a 2008 pel sindicalista Rafael Muñiz García, UNT es considera successora de la CONS (Central Obrera Nacional-Sindicalista) de 1934.
UNT es declara no classista, defensa el que denominen economia sindicalista, que pretendria superar el sistema capitalista. Es considera «l'única alternativa sindical real que hi ha a Espanya» Entre els seus lemes es troba la justícia social. Reivindica la idea d'Espanya com a nació, afirmant que no pot haver-hi justícia social sense pàtria, posant l'accent en la sobirania nacional econòmica i financera.
UNT és un sindicat petit, amb escassa representació en les empreses a excepció d'alguns sectors com els treballadors de les administracions de loteries, on han signat convenis fins a 2002 o els banderillers taurins. No obstant això, en els últims temps UNT ha anat ampliant progressivament la seva representativitat en diverses empreses, guanyant fins i tot diverses eleccions sindicals en algunes d'elles.
La Unión Nacional de Trabajadores (UNT) va celebrar l'1 de maig de 2008 la seva XVII Assemblea General, sent rellevat en la presidència (després de 30 anys al capdavant) Rafael Muñiz García per Jorge Garrido San Román.